# Клаузура (релігія)
Клаузура (лат. clausus — закритий) — закрита частина релігійного будинку або монастиря. Вона не відкрита для сторонніх, особливо протилежної статі. Віряни не мають права залишати її без дозволу настоятеля. Релігійні ордени, в яких діє сувора замкненість, називаються затворницькими. Лише кілька ченців мають право контактувати із зовнішнім світом і сторонніми (наприклад, для покупок, ремонту тощо).